# Богомолова, Галина Евгеньевна
Галина Евгеньевна Богомолова (род. 15 октября 1977, Белорецк, Башкирская АССР) — российская легкоатлетка, специализирующаяся в беге на средние и длинные дистанции. Участница трёх Олимпийских игр (2000, 2004, 2008). Победительница Римского марафона 2008 года. Пятикратная чемпионка России (2000, 2003, 2005, 2006). Рекордсменка России в беге на 25 и 30 км по шоссе и марафоне. Мастер спорта России международного класса.

## Биография
Галина Богомолова родилась 15 октября 1977 года в Белорецке. С ранних лет увлекалась спортом, в большинстве своем — легкой атлетикой, бегом. Занималась под руководством тренерского тандема Татьяны Васильевны и Евгения Гавриловича Сенченко.
В 1996 году легкоатлетка была включена в юниорскую сборную команду, а через три года стала членом национальной сборной. Окончила Государственный педагогический университет в Магнитогорске. В 2000 году спортсменка приняла участие в чемпионате России, заняв первое и третье места. Столь же успешно Галина выступила и впоследствии — в 2003 году и в 2004 — на том же турнире. В 2000 году Галина участвовала и в Кубке Европы и была удостоена второго места.
Позже — спортсменка неоднократно выступала на чемпионатах мира — в 2003-м и 2004-м годах. Тогда же — в 2004 — приняла участие в Олимпийских Играх в Афинах, а через год вошла в финал чемпионата мира в Хельсинки. В 2006 году Галина Богомолова стала победительницей марафона, который проводился в Чикаго, а в 2008-м году отличилась на марафоне в Риме. В 2008 году легкоатлетка вошла в состав российской олимпийской сборной и отправилась на Олимпиаду 2008 в Пекин, где на марафонской дистанции не финишировала.
После рождения ребёнка, в 2011 году вернулась к соревнованиям: на чемпионате России по полумарафону стала второй, затем заняла 10 место в Нью-Йоркском марафоне.